# Dazhbog Patera
La Dazhbog Patera è una struttura geologica della superficie di Io.